# Neujahrskonzert der Wiener Philharmoniker 1942

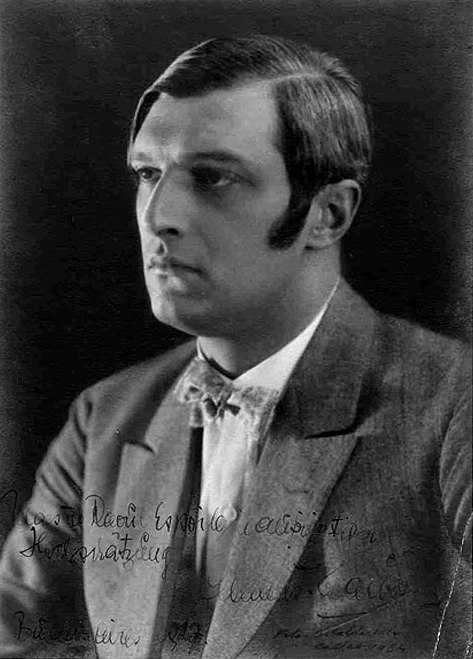
Clemens Krauss (1915)

Die Philharmonische Akademie vom 1. Jänner 1942 im Goldenen Saal des Wiener Musikvereins gilt als das Neujahrskonzert der Wiener Philharmoniker 1942 und war in der Zählweise der Wiener Philharmoniker ab 1941 beginnend das zweite Neujahrskonzert der Wiener Philharmoniker; dirigiert wurde es zum zweiten Mal von Clemens Krauss.

## Zusammenfassung
Streng genommen war die Philharmonische Akademie am 1. Jänner 1942 kein Neujahrskonzert der Wiener Philharmoniker, denn erst nach der Österreichischen Unabhängigkeitserklärung von 1945 führte Josef Krips mit dem Neujahrskonzert der Wiener Philharmoniker 1946 diesen Titel ein, der erst ab da beibehalten wurde. Gleichwohl knüpft die Zählung des Orchesters nicht an die demokratische Nachkriegstradition an, sondern bezieht die „NS-Konzerte“ der Philharmonischen Akademien der Jahre 1941–1945 unter Krauss mit ein. 
Überdies war es das dritte Konzert zum Jahreswechsel, denn zur Jahreswende 1939/40 gab es bereits ein Außerordentliches Konzert der Wiener Philharmoniker, welches allerdings am Silvesterabend 1939 stattfand und ebenfalls von Clemens Krauss geleitet wurde.

## Programm derPhilharmonischen Akademie

### Konzertprogramm
1. Johann Strauss (Sohn): Neu-Wien, Walzer, op. 342* [1]
2. Johann Strauss (Sohn): Annen-Polka, op. 117
3. Johann Strauss (Sohn): Unter Donner und Blitz, Polka schnell, op. 324*
4. Johann Strauss (Sohn): ’S gibt nur a Kaiserstadt, ’s gibt nur a Wien, Polka, op. 291*
5. Johann Strauss (Sohn): Csárdás aus „Ritter Pásmán“, op. 441
6. Johann Strauss (Sohn): Ouvertüre zur Operette Die Fledermaus
7. Johann Strauss (Sohn): Einzugsmarsch aus der Operette Der Zigeunerbaron, o. op.*
8. Johann Strauss (Sohn): Kaiser-Walzer, op. 437
9. Johann Strauss (Sohn) und Josef Strauss: Pizzicato-Polka
10. Johann Strauss (Sohn): Perpetuum mobile, musikalischer Scherz, op. 257

### Konzertzugabe
- Johann Strauss (Sohn): An der schönen blauen Donau, Walzer, op. 314*

Werkliste und Reihenfolge sind der Website der Wiener Philharmoniker entnommen.
Die mit * gekennzeichneten Werke standen erstmals auf dem Programm eines Neujahrskonzertes.
** Die Polka  Tritsch-tratsch ist keine Polka schnell (Schnellpolka) im eigentlichen Sinn, diese Bezeichnung wird von Johann Strauss (Sohn) erst ab op. 281 (Vergnügungszug (Polka schnell)) gebraucht.

## Besetzung (Auswahl)
- Clemens Krauss, Dirigent
- Wiener Philharmoniker